# Eriskirch

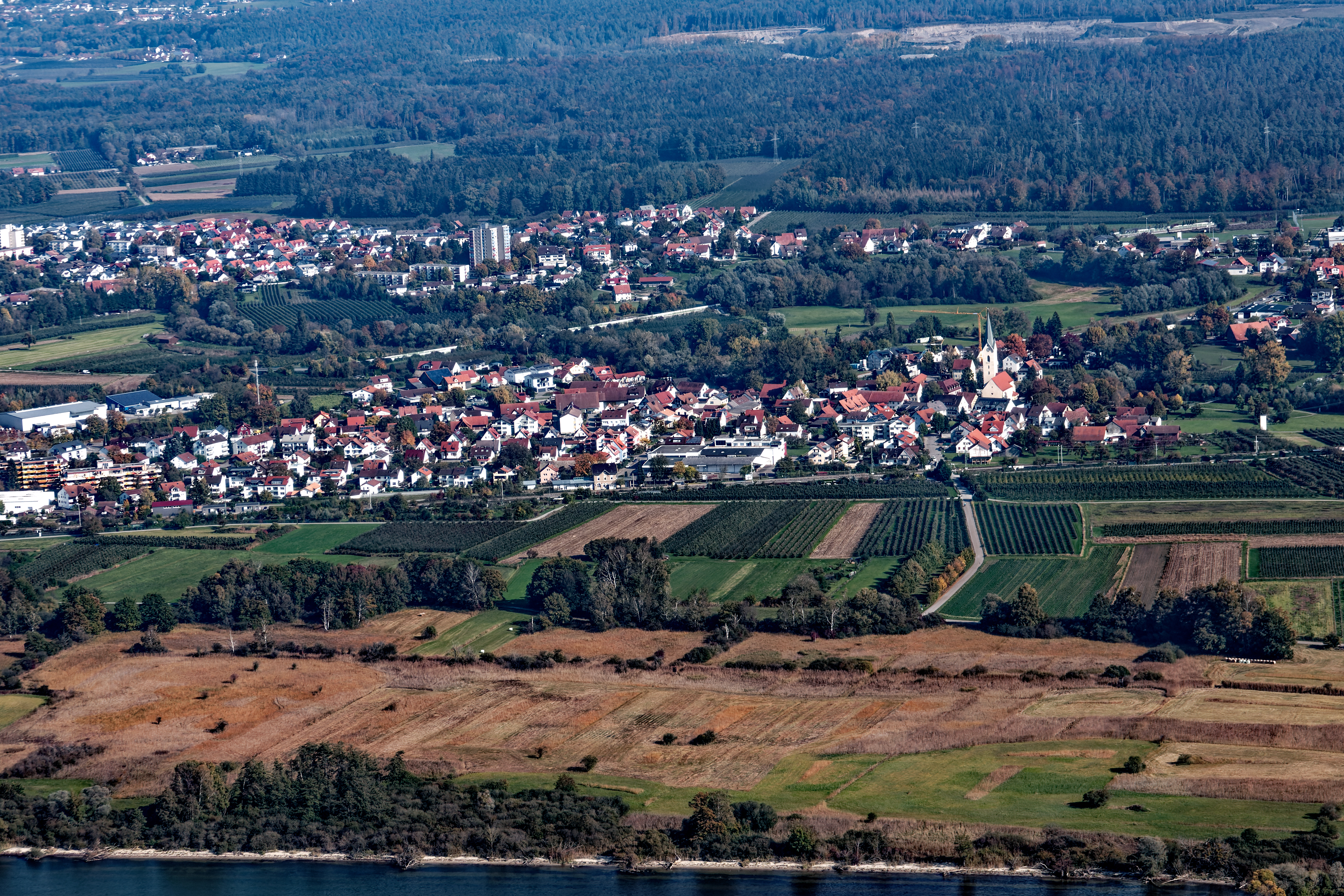
Blick aus dem Zeppelin auf Eriskirch.

Eriskirch ist eine baden-württembergische Gemeinde am Bodensee, etwa in der Mitte zwischen Friedrichshafen und Langenargen und sieben Kilometer südlich von Tettnang.

## Geographie
Das Gemeindegebiet liegt an der Mündung der Schussen und ist geprägt durch ausgedehnte Waldflächen sowie durch das größte Naturschutzgebiet am nördlichen Bodenseeufer, das 550 Hektar große Eriskircher Ried.

### Gemeindegliederung
Zur Gemeinde Eriskirch gehören die Teilorte Eriskirch, Mariabrunn, Schussenreute, Röcken, Ziegelhaus, Knöbelhof, Wolfzennen, Langenacker, Hofstatt, Braitenrain und Dillmannshof (seit der Gemeindereform im Jahr 1937), Schlatt, Gmünd, Moos sowie Ober- und Unterbaumgarten (seit 1818).

### Klima
Die durchschnittliche Jahreslufttemperatur beträgt 9 °C, die mittlere Niederschlagsmenge 950 bis 1000 mm pro Jahr, es herrscht ein günstiges Klima für Obst- und Hopfenanbau.
|                        | Jan  | Feb  | Mär  | Apr  | Mai   | Jun   | Jul   | Aug   | Sep  | Okt  | Nov  | Dez  |   |         |
| Mittl. Temperatur (°C) | −0,3 | 0,8  | 4,2  | 8,2  | 13,0  | 16,2  | 18,4  | 17,3  | 14,1 | 9,1  | 3,8  | 0,7  | ⌀ | 8,8     |
|                        |      |      |      |      |       |       |       |       |      |      |      |      |   |         |
| Niederschlag (mm)      | 68,4 | 62,7 | 75,8 | 82,8 | 116,9 | 126,6 | 128,8 | 129,9 | 98,4 | 61,8 | 80,2 | 64,4 | Σ | 1.096,7 |
|                        |      |      |      |      |       |       |       |       |      |      |      |      |   |         |
| Sonnenstunden (h/d)    | 1,2  | 2,3  | 3,9  | 5,2  | 6,3   | 6,7   | 7,8   | 6,8   | 5,2  | 3,2  | 1,4  | 1,1  | ⌀ | 4,3     |

|  |

|  |

|  |

|  |

|  |

|  |

|  |

|  |

|  |

|  |

|  |

|  |

|  |

|  |

|  |

|  |

|  |

|  |

|  |

|  |

|  |

|  |

|  |

|  |

## Geschichte

### Überblick

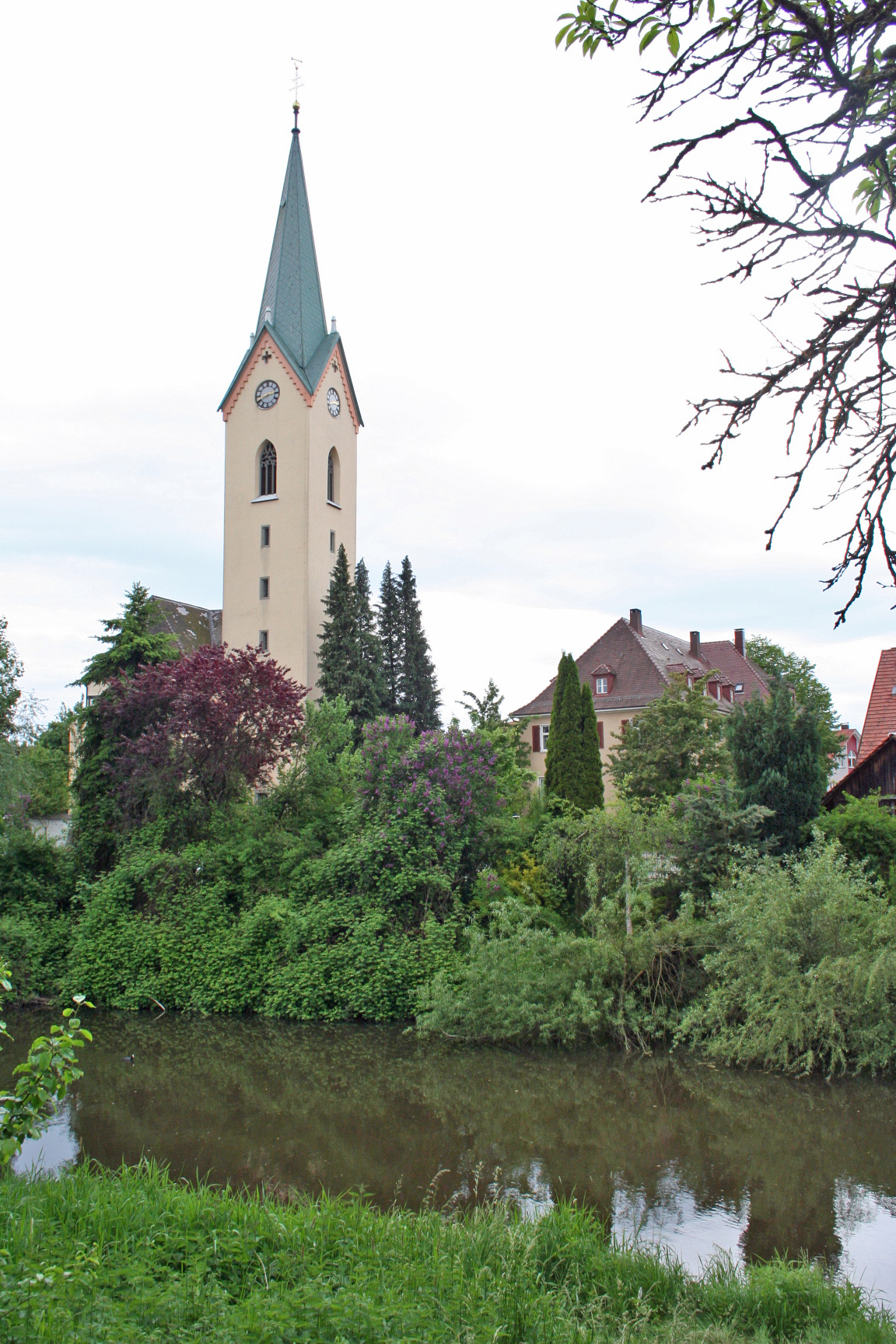
Katholische Pfarrkirche im Zentrum und der Fluss Schussen

Wie auch an anderen Orten der Bodenseeregion sind durch archäologische Funde bereits Siedlungen aus der Steinzeit belegt. Um 50 n. Chr. errichteten die Römer hier eine Brücke über die Schussen. Weitgehend unerforscht ist die zugehörige römische Siedlung am westlichen Schussenufer, der römische Vicus von Eriskirch.
Die erste gesicherte urkundliche Erwähnung Eriskirchs datiert auf das Jahr 1257. Die Herrschaft Baumgarten gehörte bis 1472 dem Hochstift Konstanz. Gegen den Verkauf an die Freie Reichsstadt Buchhorn (heute Friedrichshafen) leisteten die Eriskircher Bauern erbitterten Widerstand.
Ende des 14. Jahrhunderts wurde die frühgotische Kirche Mariä Himmelfahrt neu errichtet, nachdem sich Eriskirch zu einem weithin bekannten Wallfahrtsort entwickelt hatte. Die reiche Ausstattung mit Werken des Meisters von Eriskirch, den Glasfenstern und gotischen Wandmalereien (jeweils um 1420) – im voll ausgemalten Chor sind die „Armenbibel“ und die „Hostienmühle“ fast vollständig erhalten – zeugen von einer blühenden Wallfahrt bis ins 19. Jahrhundert. Die Glocken V, VI und I aus dem 13., 14. und 16. Jahrhundert sind aus dieser Zeit bis heute zu hören. Nach dem Dreißigjährigen Krieg wurde 1666 das Gebäude teilweise barockisiert, insbesondere die Wandmalereien übertüncht und der Dachstuhl des Langhauses um etwa zwei Meter auf die Firsthöhe des Chors angehoben. Aus dieser Zeit stammen auch die Apostelstatuen. 1933 wurden die gotischen Wandmalereien wieder hervorgeholt.
Die Grafen von Montfort stifteten unter anderem das „Stifterfenster“ in der Wallfahrtskirche „Mariä Himmelfahrt“ um 1420 in Eriskirch und im heutigen Ortsteil Mariabrunn im 18. Jahrhundert die Kirche „Zu unserer lieben Frau“.
Im 19. Jahrhundert fiel Eriskirch zunächst an Bayern, 1810 dann auf Grund des Grenzvertrags an Württemberg und wurde dem Oberamt Tettnang zugeordnet. Einen wirtschaftlichen Aufschwung erlebte die Gemeinde, als sie 1899 durch die Bahnstrecke Friedrichshafen–Lindau Anschluss an das Streckennetz der Württembergischen Staatseisenbahnen und der benachbarten Bayerischen Staatseisenbahnen erlangte.
Die Verwaltungsreform während der NS-Zeit in Württemberg führte 1938 zur Zugehörigkeit zum Landkreis Friedrichshafen, der nach dem Krieg als Landkreis Tettnang fortbestand. Seit 1945 lag Eriskirch in der Französischen Besatzungszone und kam somit zum neu gegründeten Land Württemberg-Hohenzollern, welches 1952 im Land Baden-Württemberg aufging.
Auf Grund der Kreisreform in Baden-Württemberg wurde Eriskirch 1973 Bestandteil des Bodenseekreises.
Im Ortsteil Oberbaumgarten befinden sich die Reste der Burg Baumgarten.

### Religionen
Seit 1353 ist eine eigene Pfarrgemeinde nachgewiesen. Seit 1823 ist auch der heutige Teilort Mariabrunn Pfarrgemeinde. Auch heute noch ist der Ort überwiegend römisch-katholisch geprägt. Im 750. Jubiläumsjahr 2007 wurden zwei neue Glocken (Franziskus und Benedikt XVI.) für die Eriskircher Kirche Mariä Himmelfahrt gestiftet. Beide Glocken wurden von Bischof Gebhard Fürst im Rahmen einer Sternwallfahrt am 29. April 2007 gesegnet. Am 6. Mai 2007 zogen über 200 Kinder und Erwachsene aus der Gemeinde zusammen mit Weihbischof Bernhard Rieger und Bürgermeister Markus Spieth die Glocken per Hand in den Turm.
Die 800 evangelischen Christen der Gemeinde (Stand: 2004) gehören der Kirchengemeinde Langenargen-Eriskirch im Kirchenbezirk Ravensburg der Evangelischen Landeskirche in Württemberg an. Im Ortsteil Schlatt wurde 1970 die evangelische Kreuzkirche errichtet.

### Eingemeindungen
- 1818: Ober- und Unterbaumgarten
- 1937: Mariabrunn

## Politik

### Verwaltungsverband
Eriskirch hat sich mit den Gemeinden Langenargen und Kressbronn zu einem Gemeindeverwaltungsverband zusammengeschlossen.

### Bürgermeister
Bei der Bürgermeisterwahl am 5. April 2009 wurde Markus Spieth (parteilos) mit 79,11 % der gültig abgegebenen Stimmen bei einer Wahlbeteiligung von 64,72 % für eine dritte Amtszeit bestätigt.
Bei der Bürgermeisterwahl am 9. April 2017 wurde Arman Aigner (parteilos) mit 51,7 % zum Bürgermeister gewählt. Die Wahlbeteiligung lag bei 59,3 %. 2025 wurde er mit 53,86 % wiedergewählt.

### Gemeinderat
Der Gemeinderat in Eriskirch besteht aus den 14 gewählten ehrenamtlichen Gemeinderäten und dem Bürgermeister als Vorsitzendem. Der Bürgermeister ist im Gemeinderat stimmberechtigt.
Die Kommunalwahl am 9. Juni 2024 führte zu folgendem Ergebnis.
| CDU                               | 53,73 % | 8 Sitze | 2019: 44,5 %, 6 Sitze |
| Freie Wählervereinigung Eriskirch | 46,27 % | 6 Sitze | 2019: 55,5 %, 8 Sitze |

### Wappen
| Wappen der Gemeinde Eriskirch | Blasonierung: „In gespaltenem Schild vorne in Blau eine goldene (gelbe) Lilie, hinten in Gold (Gelb) eine blau bedachte silberne (weiße) Kirche mit rechtsstehendem spitzem Turm.“ |
| Wappen der Gemeinde Eriskirch | Wappenbegründung: Die Lilie wurde schon 1936 als Wappenfigur vorgeschlagen. Sie soll an das häufige Vorkommen von Schwertlilien – auch „Iris“ genannt – auf der Markung erinnern, während sich die Kirche im hinteren Schildfeld auf den Gemeindenamen bezieht. Das Wappen wurde am 30. Juni 1952 von der Abwicklungsstelle des Innenministeriums Württemberg-Hohenzollern verliehen. Das Eriskircher Wappen ist ein redendes Wappen, da es auf den Ortsnamen anspielt: „Iris“ und „Kirche“ ergeben „Eriskirch“. |

### Gemeindepartnerschaften
- Nerchau, Sachsen
- Egnach, Thurgau/Schweiz

## Wirtschaft und Infrastruktur

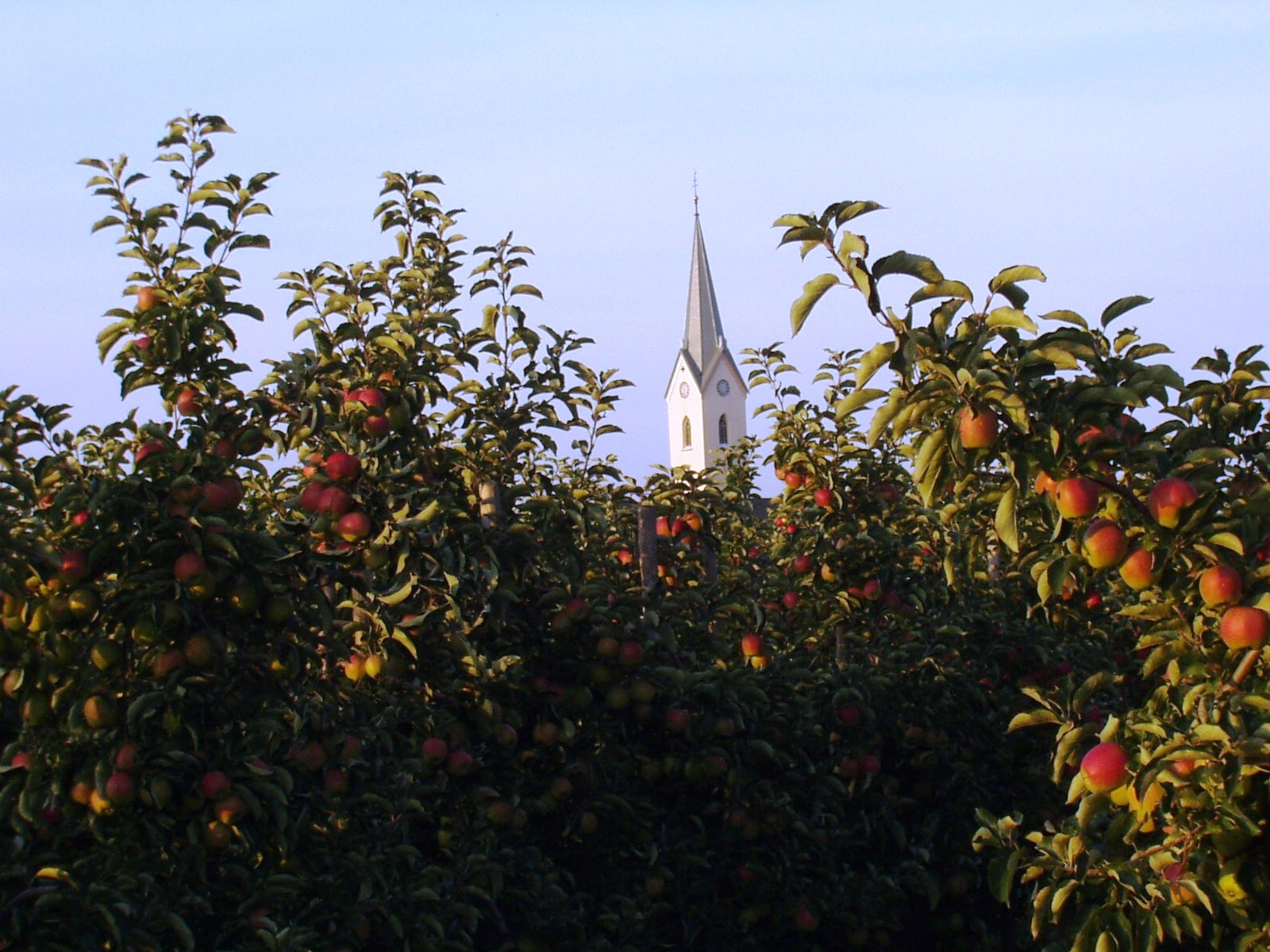
Obstanbaugebiet, im Hintergrund die Eriskircher Kirche

Eriskirch dient vor allem als Wohngemeinde für Menschen, die in den umliegenden größeren Städten wie Friedrichshafen arbeiten. In Eriskirch selbst befindet sich der Hauptsitz des Maschinenbauunternehmens DRIAM Anlagenbau, dem Weltmarktführer im Bereich Großcoater für das Beschichten von Tabletten und Dragees.
Darüber hinaus hat sich die Gemeinde bis heute eine landwirtschaftliche Prägung bewahrt, wobei vor allem Obst- und Hopfenanbau eine Rolle spielen. Schließlich ist in dem „staatlich anerkannten Erholungsort“ auch der Tourismus von Bedeutung.
Die Energieversorgung erfolgt durch das Regionalwerk Bodensee.

### Verkehr
Eriskirch liegt an der Bundesstraße 31 und ist durch die Bahnstrecke Friedrichshafen–Lindau auch an das Eisenbahnnetz angebunden.
Die Gemeinde ist darüber hinaus mit einigen Buslinien u. a. mit Friedrichshafen, Tettnang und Langenargen verbunden und gehört dem Bodensee-Oberschwaben Verkehrsverbund (bodo) an.
Durch eine Alltagsroute aus dem Radnetz Baden-Württemberg ist Eriskirch mit Friedrichshafen sowie in der anderen Richtung über Langenargen und Kressbronn bis zur Landesgrenze mit Lindau verbunden.
Außerdem führen Bodensee-Radweg und -Rundweg durch das direkt am namensgebenden Gewässer liegende Eriskirch. Der Bodensee-Radweg ist auf der Nordseite des Sees auch ein Teil der D-Route 8 (Rhein-Route).
Zum Regionalflughafen Friedrichshafen sind es fünf Kilometer.

## Kultur und Sehenswürdigkeiten
Eriskirch liegt an der Hauptroute der Oberschwäbischen Barockstraße.

### Bauwerke
- In der Wallfahrtskirche Maria Himmelfahrt, die um 1400 erbaut wurde, sind im hochgotischen Chorraum seltene Seccomalereien zu sehen. Diese Wandmalereien sind von 1420 bis 1430 entstanden. Im Chor des heute als Pfarrkirche genutzten Sakralbaues befinden sich weiterhin zwei bunte Glasfenster, die von den Grafen von Montfort gestiftet wurden.[10] Eine besondere Kostbarkeit ist das Gnadenbild der Gottesmutter mit Christus, thronend auf dem Sockel mit Mondgesicht aus dem Jahre 1350. Einzigartig auch das Bildnis der Darstellung einer Hostienmühle als Wandmalerei.[11] Auf der südlichen Langhauswand befindet sich – wie in der Jodokus-Kirche in Überlingen – ein Wandbild mit der Legende der Begegnung der drei Lebenden und der drei Toten aus der Zeit um 1430. Als Besonderheit wird hier die linke Gruppe der Lebenden von der rechten Gruppe der Toten getrennt durch ein Brustbild Christi als Weltenrichter über zwei offenen Gräbern, aus denen zwei Tote hervorsteigen und Schriftbänder halten, deren Texte nicht mehr zu entziffern sind.[12]

- Über die Schussen führen zwei historische Holzbrücken: eine von 1828 bei der Ortsmitte und eine 1824 erbaute im Ortsteil Oberbaumgarten. Die Eriskircher Brücke ruht auf 96 Holzpfählen, die am 13. Februar 1828 geschlagen wurden; sie bildet an der ehemaligen Grenze zwischen der Reichsstadt Buchhorn und der Grafschaft Montfort seitdem die Verbindung von Oberdorf nach Eriskirch.[13]

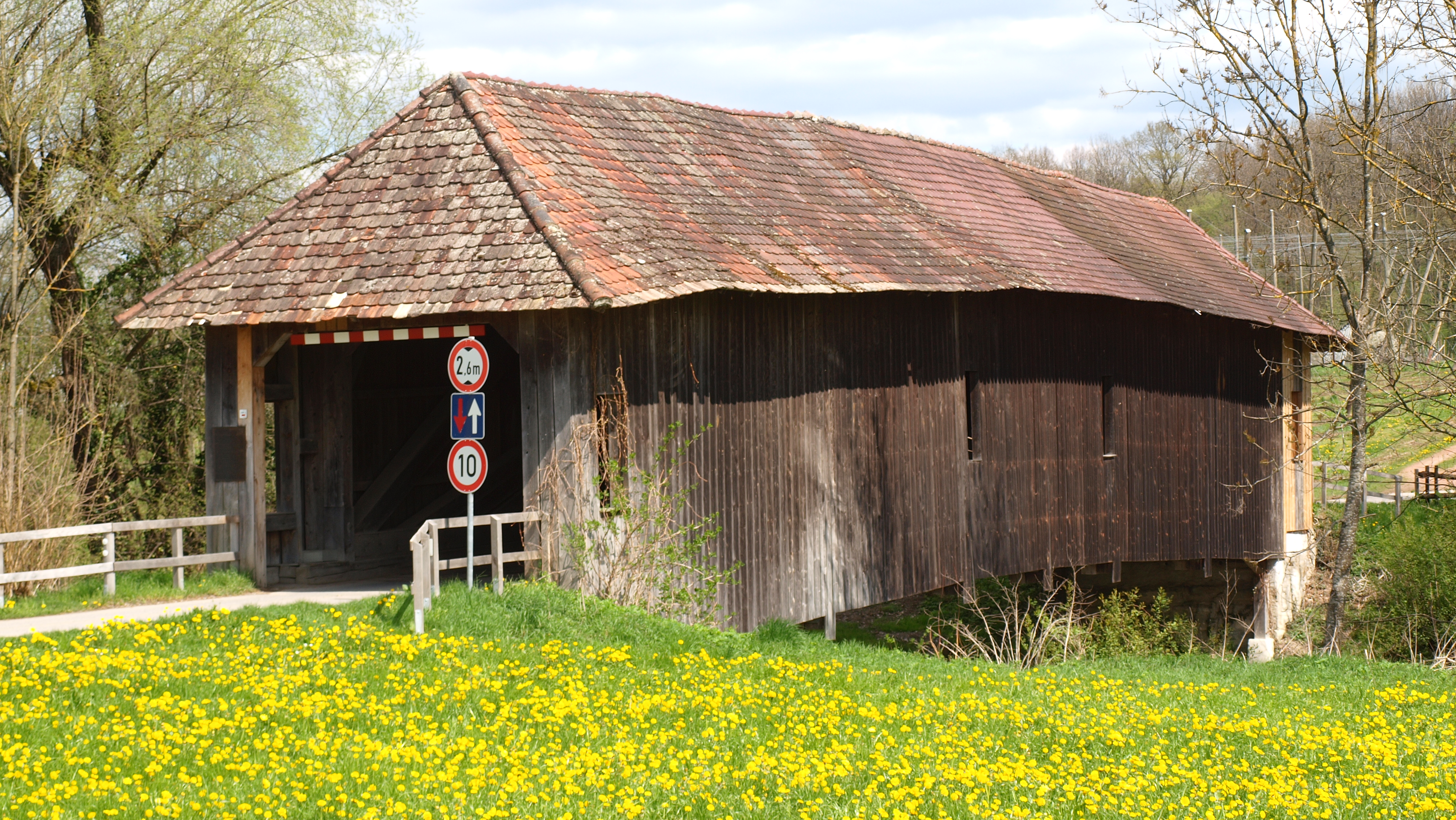
Oberbaumgarten, historische Holzbrücke
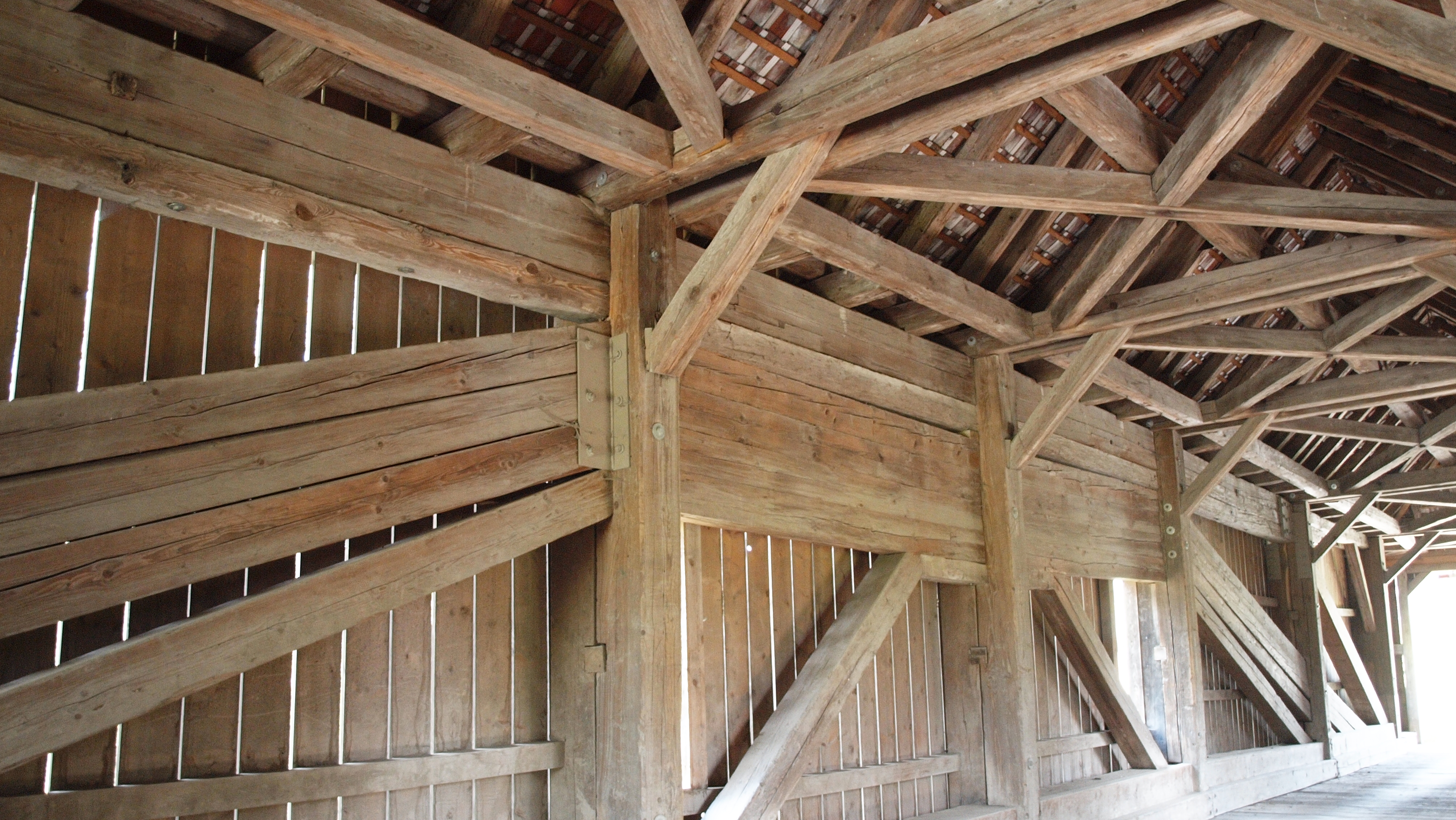
Innenansicht
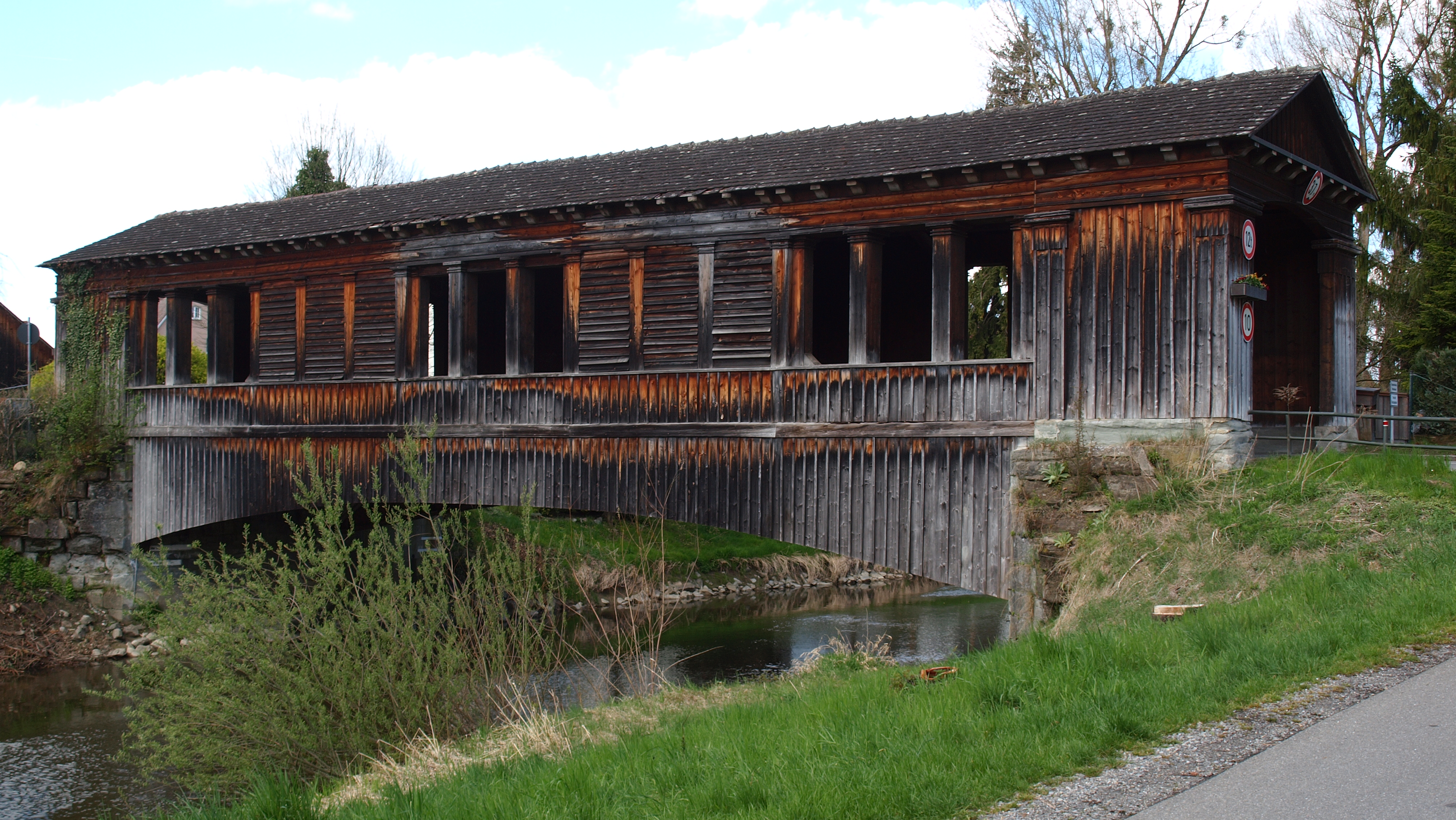
Eriskirch, historische Holzbrücke
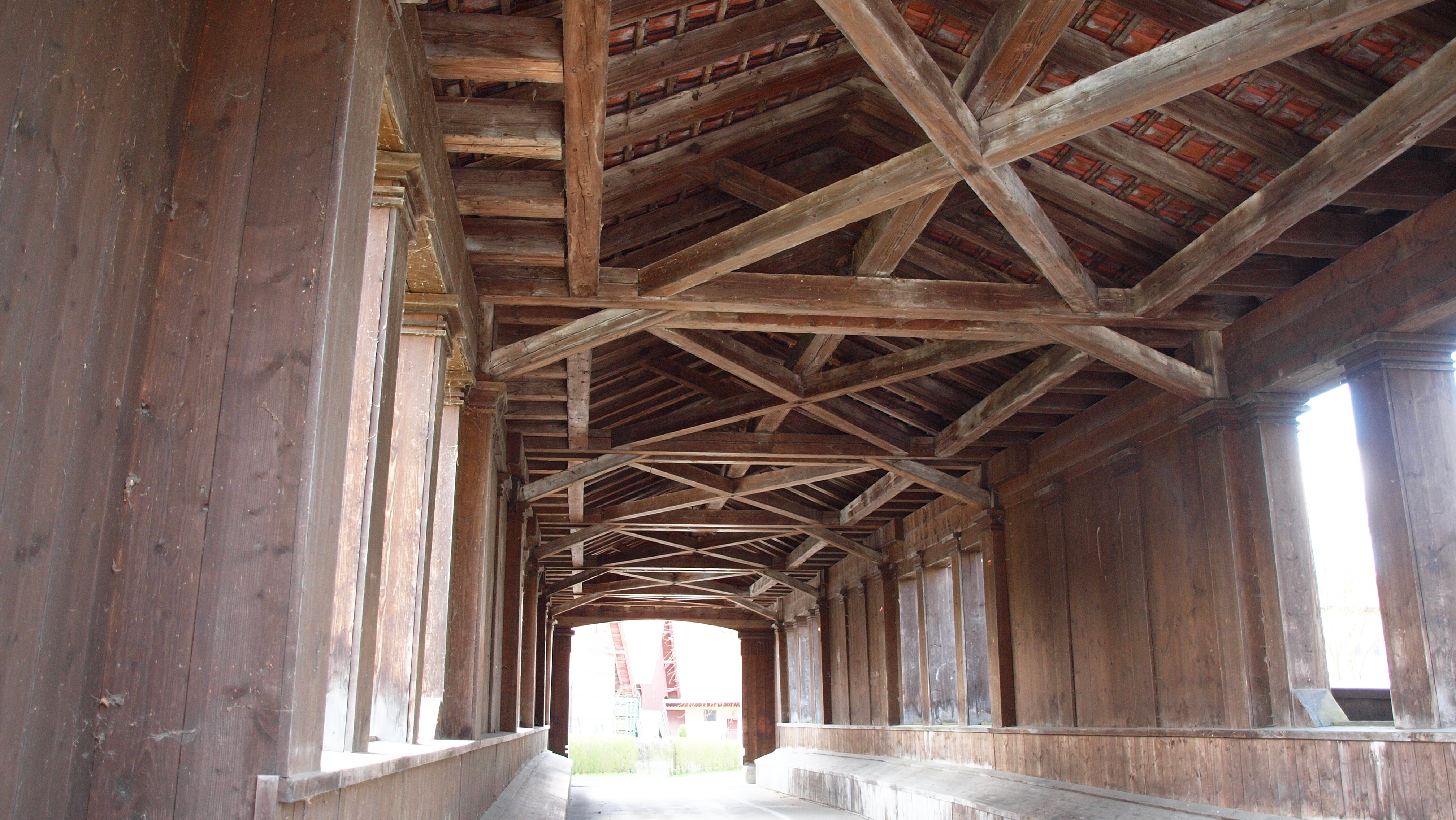
Innenansicht

### Naturschutzzentrum

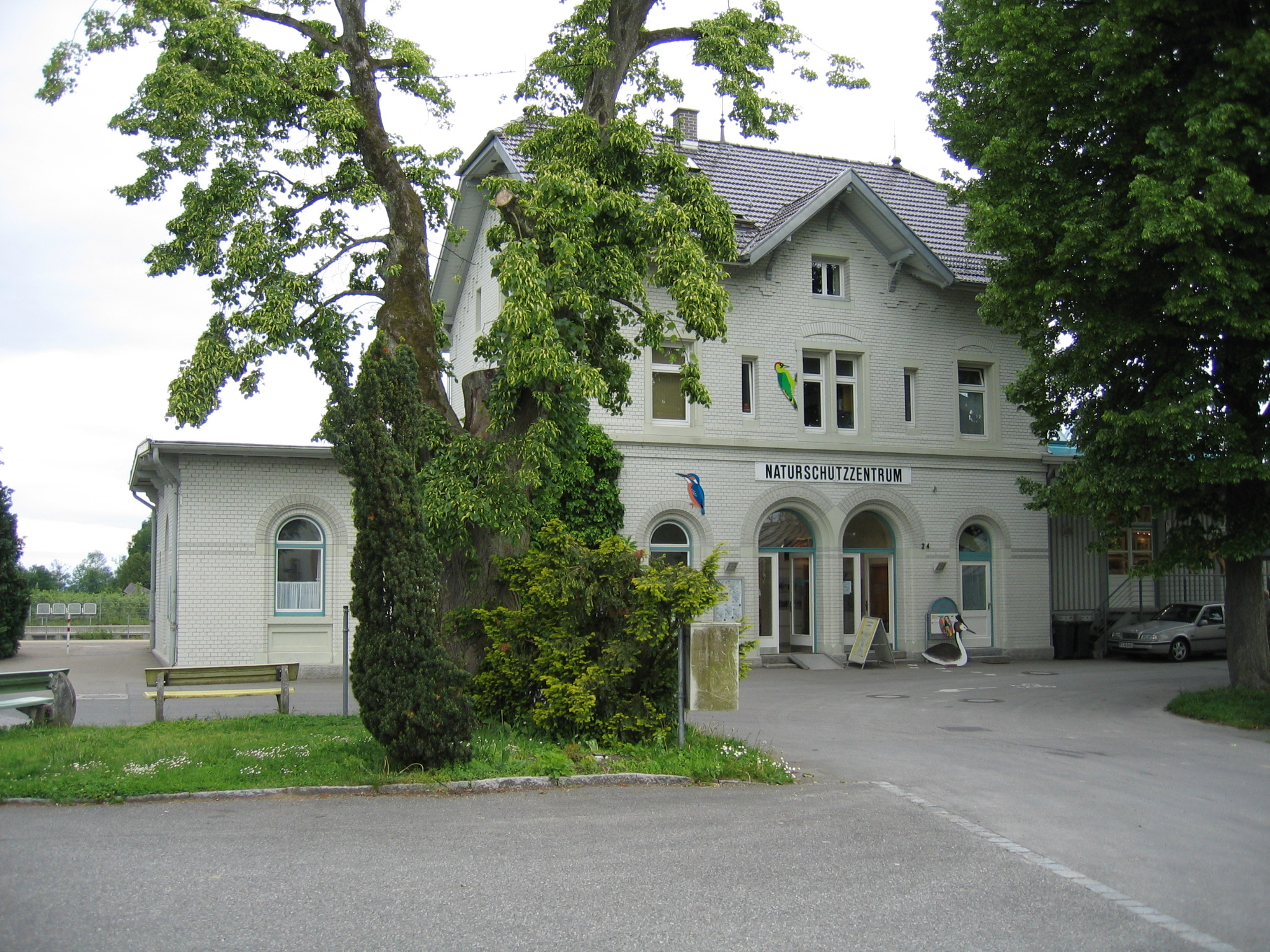
Naturschutzzentrum im Eriskircher Ried

Im früheren Bahnhofsgebäude ist ein Naturschutzzentrum, das auf die Tier- und Pflanzenwelt und den Naturschutz des naheliegenden Riedes spezialisiert ist. Insbesondere die Ausstellungen zum Thema Natur am Bodensee, aber auch die Führungen durch das 450 Hektar große Eriskircher Ried, das größte Naturschutzgebiet am nördlichen Bodenseeufer, sind sehenswert. Das Ried wurde bereits 1937 als Naturschutzgebiet ausgewiesen. Der Bestand der blau blühenden Sibirischen Schwertlilie ist der größte seiner Art in Deutschland. Trotz früheren Hochwassern und auch durch die zeitweise Nutzung des Riedes als Truppenübungsplatz ist das gesamte Gebiet heute wieder in einem guten ökologischen Zustand.

### Regelmäßige Veranstaltungen

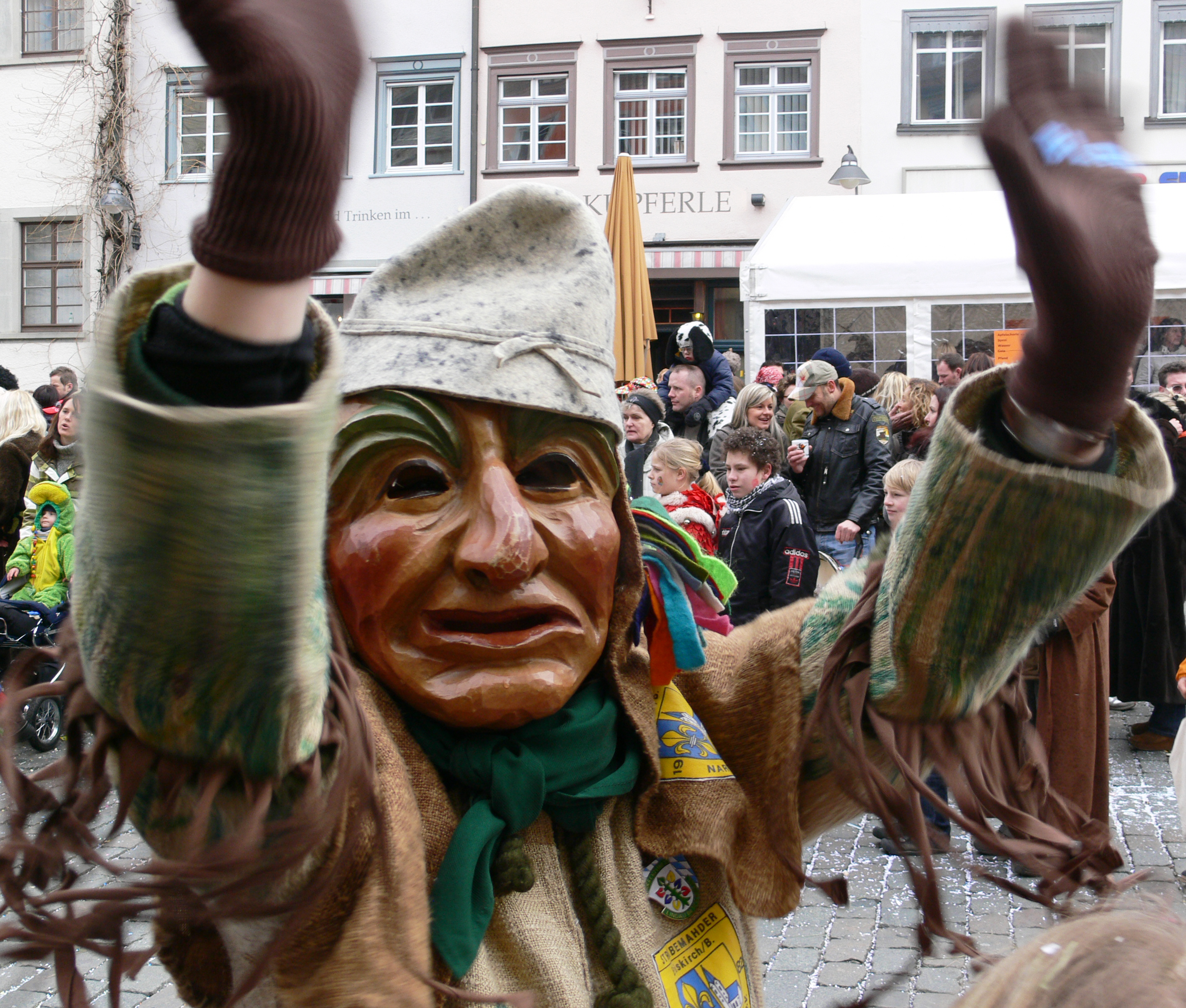
Streibemahder in Ravensburg

- Schwäbisch-alemannische Fasnet mit der Narrenzunft „Streibemahder“ und den „Schussenhexen“.

## Persönlichkeiten

### Ehrenbürger
- Ernst Zodel, wegen seiner Verdienste um den Erhalt der Selbstständigkeit der Gemeinde und sein kommunalpolitisches Engagement.
- Bernhard Vesenmayer, wegen seines ehrenamtlichen Engagements in Kultur, Bildung und Politik aber auch im sozialen und kirchlichen Bereich.

### Söhne und Töchter der Gemeinde
- Carl Lehle (1872–1939), Ruderer
- Fridolin Endraß (1893–1940), Gewerkschaftsfunktionär und Widerstandskämpfer gegen das NS-Regime; geboren in Mariabrunn
- Otto Eckert, (1898–1980), Maler und Ziselier
- Roswitha Riess (* 1937), Politikerin, Mitglied des Bayerischen Landtags; geboren in Mariabrunn
- Josef Wund (1938–2017), Architekt und Unternehmer; geboren in Mariabrunn